# 宇野善昌
宇野 善昌（うの よしまさ、1964年〈昭和39年〉7月21日 - ）は、日本の建設・国土交通官僚。復興庁事務次官。
国土交通省大臣官房長、国土交通省都市局長、茨城県副知事、甲府市副市長、首都圏新都市鉄道取締役などを歴任。

## 来歴
東京都出身。千葉県立船橋高等学校を経て、1989年（平成元年）3月、一橋大学社会学部を卒業し、同年4月、建設省へ入省。
入省後、都市政策などに携わり、都市・地域整備局都市計画課都市計画企画調整官、住宅局住宅政策課企画専門官、都市局都市計画課長、道路局次長などを歴任した他、在シンガポール日本国大使館一等書記官、内閣官房地域活性化統合事務局参事、内閣府地域活性化推進室参事、甲府市副市長、茨城県副知事、首都圏新都市鉄道取締役などを務め、茨城県副知事在任中に第17回世界湖沼会議、第14回20か国・地域首脳会合、第74回国民体育大会などの開催に携わった。
2021年（令和3年）7月1日、国土交通省都市局長に就任。
2022年（令和4年）6月28日、国土交通省大臣官房長に就任。
2023年（令和5年）7月4日、復興庁統括官に就任。
2024年（令和6年）7月5日、復興庁事務次官に就任。

## 年譜
- 1984年（昭和59年）4月 - 一橋大学社会学部入学[4]
- 1989年（平成元年）
  - 3月 - 同卒業[4]
  - 4月 - 建設省入省[4]
- 2008年（平成20年）7月 - 甲府市副市長[4]
- 2012年（平成24年）7月 - 内閣府地域活性化推進室参事官[4]
- 2015年（平成27年）7月 - 国土交通省都市局都市計画課長[4]（2018年6月まで[4]）
- 2016年（平成28年）4月 - 筑波大学客員教授[4]（2019年3月まで[4]）
- 2018年（平成30年）7月 - 茨城県副知事[4]
- 2019年（令和元年）6月 - 首都圏新都市鉄道取締役[1]
- 2020年（令和2年）7月21日 - 道路局次長[4][12]
- 2021年（令和3年）7月01日 - 都市局長[4][13]
- 2022年（令和4年）6月28日 - 国土交通省大臣官房長[6][14]
- 2023年（令和5年）7月04日 - 復興庁統括官[5][15]
- 2024年（令和6年）7月05日 - 復興庁事務次官[11]
- 2025年7月1日 - 辞職。復興庁顧問[16]